# Gnome-Rhône 14K Mistral Major
Gnome-Rhône 14K Mistral Major byl čtrnáctiválcový vzduchem chlazený dvouhvězdicový motor navržený a vyráběný společností Société des Moteurs Gnome-et-Rhône ve Francii. Byl to nejpoužívanější francouzský letecký motor před 2. světovou válkou. Byl natolik žádaný, že byl licenčně vyráběn jak v Evropě, tak i v Japonsku. Byly vyrobeny tisíce těchto motorů, které byly široce používány v nejrůznějších typech letounů.

## Vývoj a popis
V roce 1921 společnost Gnome-Rhône zakoupila licenci na výrobu úspěšného britského motoru Bristol Jupiter a vyráběla jej společně s menším motorem Bristol Titan asi do roku 1930. Od roku 1926 však s použitím vzoru motoru Titan začala vyrábět nové motory, kterým se říkalo „série K“. Tato série začala motory 5K Titan, následovaly motory 7K Titan Major a motory 9K Mistral. Do roku 1930 bylo dodáno 6 000 těchto motorů.
V té době však docházelo k prudkému rozvoji leteckého průmyslu, přičemž byla stavěna stále větší letadla, která potřebovala stále větší motory. Gnome-Rhône na to reagovala vytvořením nového motoru spojením dvou motorů 7K za sebe do dvou řad, čímž vznikl motor 14K Mistral Major. První vyrobené motory se poprvé rozeběhly v roce 1929.

## Odvozené motory vyráběné v licenci
- Manfred Weiss WM K.14
- Piaggio P.XI
- IAR 14K
- Tumansky M-87
- Walter Mistral K 14

## Použití

### Letouny poháněné originálními motory 14K
- Amiot 143
- Aero A-102
- Bloch MB.200
- Bloch MB.210
- Breguet 274
- Breguet 460
- Breguet 521
- Dornier Do 17K
- Farman F.222
- Letov Š-331 (prototyp)
- Loire 46 C1
- PZL P.24
- PZL P.43
- Potez 62
- Potez 651

### Letouny poháněné licenčními motory 14K
- Aero A-102
- Breda Ba.65
- Breda Ba.88
- CANT Z.1007
- CANT Z.1011
- Caproni Ca.135
- Caproni Ca.161
- Heinkel He 70
- IAR-37
- IAR-80
- Iljušin DB-3
- MÁVAG Héja
- Reggiane Re.2000
- Saab 17
- Savoia-Marchetti SM.79
- Savoia-Marchetti SM.84
- Suchoj Su-2
- Weiss WM-21 Sólyom

## Specifikace (Gnome-Rhône 14Kdrs)
Data pocházejí z ruské publikace "Letecké motory vojenských vzdušných sil cizích států".

### Technické údaje
- Typ: čtrnáctiválcový dvouřadý vzduchem chlazený hvězdicový motor
- Vrtání: 146 mm
- Zdvih: 165 mm
- Zdvihový objem: 38,72 l
- Délka: ? m
- Průměr: 1,296 m
- Hmotnost: 540 kg

### Součásti motoru
- Ventilový rozvod: OHV
- Kompresor (dmychadlo): jednostupňový jednorychlostní kompresor (dmychadlo)
- Palivový systém: Strombergův karburátor
- Palivo: letecký benzín, 87 oktanů
- Chlazení: vzduchem chlazený motor
- Redukce otáček vrtule: 2:3

### Výkony
- Výkon: 1 100 k (821 kW) při 2 390 otáčkách za minutu ve výšce 2 600 m
- Výkon při vzletu: 996 k (743 kW) při 2 390 otáčkách
- Poměr výkonu a zdvihového objemu: 21,23 kW/l
- Kompresní poměr: 5,5:1
- Specifická spotřeba paliva: 328 g/kWh
- Spotřeba oleje: 20 g/kWh
- Poměr výkonu a hmotnosti: 1,52 kW/kg